# Лященко Олеся Анатоліївна
 Ля́щенко Оле́ся Анато́ліївна  (нар.25 серпня 1981, Турбів) — українська поетеса. Член Національної спілки письменників України (2000).

## Біографія
Народилась 25 серпня 1981 р. в смт Турбів Вінницької області. Закінчила Київський національний університет імені Тараса Шевченка (2003) та магістратуру Київського Національного університету «Києво-Могилянська академія» (2004) за фахом «Філологія». Кандидат філологічних наук (2006). Дисертація — «Наративний дискурс у прозі Мистецького Українського Руху». Нині працює викладачем кафедри іноземних мов природничих факультетів КНУТШ.

## Літературна діяльність
Творчий шлях розпочався у юнацькій студії «Мережка» м. Вінниці, яку очолювала поетеса Тетяна Яковенко.

Відтоді — авторка книг поезій:

| - Королева весняна (1997) - Блукання по краплинах дощу (2002) | - Танець слів (2004) - Місто під склом (2012) |

Друкувалась в низці літературних видань, зокрема в поетичних антологіях «Привітання життя» (Львів, 2001), «Сві-й-танок» (Київ, 2003), «Сполучник» (Київ, 2004), «Сто поетів Вінниччини за 100 років» (Київ, 2003) та ін.

|                | Ліриці Олесі Лященко притаманний той жанрово-стильовий синтез, що зумовлює органічний сплав тропів, поетичних прийомів, мовних фігур, які скеровуються на осягнення ще не звіданого, непередбачуваного. |
| — Леонід Кимак | |

Автор численних наукових праць у царині української літератури XX століття та сучасної англійської мови. Співавтор наукових видань «Постаті Київщини» (Київ, 2009), «Діячі науки і культури України: нариси життя та діяльності» (Київ, 2010), «Художній переклад: діалог культурно-історичних епох. Посібник-практикум», (Київ, 2010), а також навчального посібника з англійської мови «English for Earth Scientists» (Київ, 2012).

## Премії, відзнаки, нагороди
- Лауреат поетичного конкурсу «Прекрасная беспредельность» за найкращу віршовану казку (1996, Донецьк);
- Літературно-мистецька премія «Кришталева вишня» (1998, Вінниця) за книгу «Блукання по краплинах дощу»;
- Літературний конкурс видавництва «Смолоскип» (2004, Київ).[3]